# Leonid Truhno
Leonid Truhno egtl. Leonid Stanislavovitj Trukhno (russisk: Леонид Станиславович Трухно tr. Leonid Stanislavovitj Trukhno; født 6. januar 1963 i Sverdlovsk, Sovjetunionen) er en tidligere russisk ishockeyspiller, som spillede i Danmark fra 1992 til 2006, hvor han repræsenterede tre danske klubber. Leonid Truhno har produceret næstflest point overhovedet i Superisligaen med 950 point (444 mål + 506 assister). Hans pointhøst overgås kun af amerikanske Todd Bjorkstrand, der spillede for Herning Blue Fox i perioden fra 1988 til 2002 og opnåede 1199 point (627 mål + 572 assister).
I 1992 kom Truhno fra den sovjetiske liga og holdet Khimik Voskresensk til Rødovre SIK, og han blev ligaens topscorer i den første sæson med 94 point. Han spillede i Rødovre i to sæsoner, men skiftede til ærkerivalerne Rungsted IK, hvor han opnåede størstedelen af karrierens mange point i de 11 sæsoner, han var i klubben. I 2006, i en alder af 43 år, sluttede karrieren hos Herlev Eagles efter en enkelt sæson med 27 point i 29 kampe. Leonid Truhno er æresmedlem hos "Cobras Support" og fik en testimonialkamp efter tro tjeneste i Rungsted.
Hans eneste danske mesterskab kom i 2002, hvor han scorede i den sidste finale mod Odense Bulldogs i Hørsholm Skøjtehal. Han bar gennem det meste af tiden i Danmark trøje nummer 11 og var kendt for de tætte driblinger og en eminent teknik, der ikke nødvendigvis foregik med stor fart. Til gengæld dækkede han pucken godt bag en stor fysik og var særdeles svær at dæmme op for. To gange på de 11 sæsoner lykkedes det ham at komme over de magiske 100 point på én sæson, og to gange blev han kåret til årets udenlandske spiller, i henholdsvis 1998 og 1999.. Derudover blev han Superisligaens topscorer i tre sæsoner.
I en kamp mod Esbjerg IK i 2000 fik han slået syv tænder ud men spillede alligevel kampen færdig efter en kort behandling.
I 2006 spillede han sammen med sin 15-årige søn, Slava Truhno, en turneringskamp for Nordsjælland Cobras (tidligere Rungsted Cobras). En bedrift som hverken før eller siden er blevet gentaget i dansk ishockey. Samme år blev han anholdt af politiet efter han på Kokkedal Station i Nordsjælland havde blottet sig foran to piger.. Han indrømmede efterfølgende episoden, og forklarede han havde brug for hjælp.